# Spiloxene curculigoides
Spiloxene curculigoides är en enhjärtbladig växtart som först beskrevs av Harry Bolus, och fick sitt nu gällande namn av Sidney Garside. Spiloxene curculigoides ingår i släktet Spiloxene och familjen Hypoxidaceae. Inga underarter finns listade i Catalogue of Life.